# 조지프 바베라
조지프 롤런드 "조이" 바베라(영어: Joseph Roland "Joe" Barbera /bɑːrˈbɛrə/ 또는 /ˈb[미지원 입력]bərə/, 1911년 3월 24일~2006년 12월 18일)는 미국의 영향력 있는 애니메이터, 영화 감독, 스토리보드 작가, 만화가로 조셉이 제작한 영화 및 텔레비전 캐릭터에 전세계적으로 수 많은 팬을 보유하고 있다.

## 같이 보기
- 미국 애니메이션의 황금시대
- 톰과 제리의 단편 영화 목록
- 톰과 제리